# ФК „Септември“ (Симитли)
Септември е български футболен отбор от град Симитли. През сезон 2022/23 участва в Югозападна Трета лига. Отборът играе домакинските си мачове на стадион „Струма“, който е с капацитет 8000 места. Екипи – като домакин: бели фланелки, бели гащета и бели чорапи. Като гост: червени фланелки на раета, червени гащета и червени чорапи на раета.

## Успехи
- 1/2-финалист за Купата на България през 2011/12 г.
- Носител на Купата на Аматьорската футболна лига през 1994/95 г.

## Състав 2020/2021
Към 1 август 2020 г.

## Известни футболисти
- Радослав Митревски
- Иво Тренчев
- Антон Бачев
- Спас Стоименов
- Васил Кацарски
- Апостол Апостолов – сега кмет на Община Симитли
- Димитър Атанасовски
- Радослав Кирилов